# اچ‌اس‌دابلیوام‌اس ساندسول
اچ‌اس‌دابلیوام‌اس ساندسول ممکن است به یکی از موارد زیر اشاره داشته باشد:
- اچ‌اس‌دابلیوام‌اس ساندسول (جی۱۲)
- اچ‌اس‌دابلیوام‌اس ساندسول (کی۲۴)